# Cottus paulus
Cottus paulus är en fiskart som beskrevs av Williams 2000. Cottus paulus ingår i släktet Cottus och familjen simpor. IUCN kategoriserar arten globalt som akut hotad. Inga underarter finns listade i Catalogue of Life.